# Hector Tiberghien
Hector Tiberghien (* 18. Februar 1890 in Wattrelos; † 16. August 1951 in Neuilly-sur-Seine) war ein belgischer Radrennfahrer.

## Sportliche Laufbahn
Tiberghien war im Straßenradsport aktiv. Von 1912 bis 1924 war er Berufsfahrer. Seine Karriere wurde wie die vieler anderer vom Ersten Weltkrieg für mehr als vier Jahre unterbrochen – für ihn im Alter von 24 bis 28 Jahren. 1919 gewann er in seinem ersten größeren Rennen nach dem Krieg das Eintagesrennen Paris–Tours, 1923 wurde er dort Dritter. 1910 gewann er eine Etappe des belgischen Etoile Caroloregienne, das er als Zweiter hinter Jacques Coomans beendete.
Die Tour de France fuhr Tiberghien achtmal, fünfmal erreichte er dabei einen Platz unter den besten Zehn. Seine beste Platzierung war der vierte Platz 1923.
In diesen acht Jahren kam Tiberghien nicht weniger als 50 mal unter die besten zehn der jeweiligen Etappe, ohne allerdings jemals eine Etappe zu gewinnen. Er wurde sechsmal Zweiter, einmal Dritter und achtmal Vierter und viermal Fünfter einer Etappe. Damit ist er mit deutlichem Abstand der Fahrer mit den meisten Top-Ten-Platzierungen bei der Tour de France, ohne jemals eine Etappe zu gewinnen.

### Statistik in der Tour de France
| Jahr | Gesamtwertung                   | Beste Etappenplatzierung |
| ---- | ------------------------------- | ------------------------ |
| 1912 | 7. Platz                        | 2. Platz                 |
| 1914 | 18. Platz                       | 6. Platz                 |
| 1919 | nach zwei Etappen ausgeschieden | 8. Platz                 |
| 1920 | nach fünf Etappen ausgeschieden | 5. Platz                 |
| 1921 | 5. Platz                        | 3. Platz                 |
| 1922 | 6. Platz                        | dreimal 2. Platz         |
| 1923 | 4. Platz                        | zweimal 2. Platz         |
| 1924 | 10. Platz                       | 7. Platz                 |